# 千珊
千珊，原名蔡蔚珊（約1991年—），香港粵劇女演員（生角）。香港八和會館第40屆理事。

## 早年生活
千珊的父母在香港經營日語學校，家境富裕，自幼就讀國際學校，接觸英文及日文比中文更多。小學高年級時期一次探訪老人院的活動中，因留意到老人家喜歡看粵劇，為了準備下一次探訪，她萌生學習粵劇的念頭，於是父母安排她與妹妹一起報讀兒童粵劇班，時年12歲。

## 演藝經歷
千珊初學粵劇時攻旦角，但導師不久便發現她的聲線、身形、樣貌更適合生角，於是她轉攻生角，與學習旦角的妹妹搭檔。後父母安排兩人師從名伶文千歲、梁少芯夫婦學藝，千珊是文千歲數十年來首位女文武生弟子。
中學畢業後到英國升學，2013年倫敦大學學院語言學（榮譽）學士畢業；後又報讀了香港演藝學院開辦的戲曲（粵劇表演）藝術學士首屆課程，2017年畢業；再在中央聖馬丁學院進修藝術及文化企業文學碩士課程，2020年畢業。
分別與香港演藝學院的同學組成「演藝青年粵劇團」，及與原「千連芯」學員（文千歲、梁少芯之青年弟子）組成「千珊粵劇工作坊」。
2023年7月，香港粵劇業界主要組織香港八和會館第40屆理事會選舉中，她首次當選該會理事。

## 演出劇目
| 年份 | 劇團/團體                                  | 劇目               | 角色   | 備註/來源           |
| ---- | ------------------------------------------ | ------------------ | ------ | ------------------- |
|      |                                            | 梁祝               |        | [ 10 ]              |
|      |                                            | 征袍還金粉         |        | [ 10 ]              |
|      | 千歲粵劇研究院                             | 紅樓夢             | 賈寶玉 | [ 7 ] [ 10 ]        |
| 2017 |                                            | 百花亭贈劍         |        | [ 7 ]               |
| 2017 |                                            | 俏潘安之店遇       |        | [ 7 ]               |
| 2017 |                                            | 紅樓夢之幻覺離恨天 |        | [ 7 ]               |
| 2018 |                                            | 洛神               | 曹植   | [ 8 ] [ 10 ] [ 11 ] |
| 2018 |                                            | 寶蓮燈             | 沉香   | [ 8 ] [ 11 ]        |
| 2018 | 雙蓮華粵劇團、千珊粵劇工作坊、惠群芳粵劇團 | 牡丹亭．夢         | 柳夢梅 | [ 4 ] [ 12 ]        |
| 2021 |                                            | 五代同台——乾坤鏡   |        | [ 10 ]              |
| 2021 | 香港八和會館                               | 仙姬大送子         | 董永   | 祝賀華光先師寶誕    |
| 2022 | 千珊粵劇工作坊                             | 桃花扇             |        | [ 10 ]              |
| 2022 | 千珊粵劇工作坊                             | 白蛇傳             |        | [ 10 ]              |

## 評價
- 曾任香港演藝學院戲曲學院院長的李小良，讚許千珊有能力成為任劍輝後的「女小生」接班人。[13]

## 外部連結
- 香港戲曲年鑑 2011.演員／演唱者 （页面存档备份，存于）.千珊
- 香港戲曲年鑑 2012.演員／演唱者 （页面存档备份，存于）.千珊
- 香港戲曲年鑑 2013.演員／演唱者 （页面存档备份，存于）.千珊
- 香港戲曲年鑑 2014.演員／演唱者 （页面存档备份，存于）.千珊
- 香港戲曲年鑑 2015.演員／演唱者 （页面存档备份，存于）.千珊
- 香港戲曲年鑑 2016.演員／演唱者 （页面存档备份，存于）.千珊